# 麥吉山
74°3′S 164°33′E / 74.050°S 164.550°E
麥吉山（英語：Mount McGee），是南極洲的山峰，位於維多利亞地的博克格雷溫克海岸，處於克勞斯威茨冰川北岸，海拔高度1,410米，美國地質調查局根據測量和美國海軍拍攝的空中照片繪入地圖，現時由南極條約體系管理。